# Branko Milovanović
Branko Milovanović, slovenski ugankar in urednik, * 31. julij 1947, Crnjelovo Gornje, Socialistična federativna republika Jugoslavija.

## Življenjepis
Branko Milovanović, slovenski ugankar, se je rodil 31. julija 1947 v vasi Crnjelovo Gornje pri Bijeljini v severovzhodni Bosni. Po koncu osnovne šole (1964) se je preselil v Ljubljano, kjer je ob delu končal srednjo šolo. Večino delovne dobe je delal kot komercialist v gradbeništvu. Upokojil se je leta 2005.

## Ugankarstvo
V svet ugankarstva je vstopil sorazmerno pozno. Prvo uganko je objavil 24. decembra 1985 v reviji Superpip. Objavil je nekaj tisoč ugank v ugankarskih časopisih po vsej nekdanji Jugoslaviji. Uganke objavlja v slovenskem, srbo-hrvaško-črnogorsko-bosanskem, albanskem in makedonskem jeziku. Objavlja v ugankarskih časopisih v Sloveniji (Superpip, Križem kražem, KIH, Mini KIH, Ugankarjev domenek, Ugankarski izziv, Modro razvedrilo, Problem, Seksi križanke, Ugankomat, Salomonov Ugankar in Skandi križanke), na Hrvaškem (Vjesnikov kviz, izdaje Čvora Bjelovar (Mini Čvor, Čvor križaljka, Čvor Osmosmjerka), Kvizorama, Izazov, Feniks in Križaljka Kviz), v Bosni in Hercegovini (Orbis, Zagonetka, Rubikon in Enigmatski Đerdan), v Črni gori (Vijesti, Pobjeda), v Srbiji (Novosti enigma, Specialna Enigma, Eureka, Beokviz, Marbo, Marbo plus, Trač u skandinavkama, Reško, Vijuga, Huper enigmatika in Ukrštene reči), v Vojvodini (Rebus in Kviz), na Kosovu  (Horizonti) ter v Makedoniji ([Kotelec).
Sestavlja vse vrste ugank, prav tako pa je objavil več novosti in modifikacij že obstoječih ugank, tako v slovenščini, kot tudi v ostalih jezikih v katerih objavlja. V slovenskem jeziku je najbolj znana abecedna križanka [Ugankarski izziv, št. 170, oktober 2001), kjer se besede začenjajo s črkami, ki so   razvrščene po abecedi (A, B, C, Č, …). V Ugankarjevem domenku je v letih 1998 do 2000 objavil serijo dvajsetih različnih tipov osmerosmerk. Med ugankami, objavljenimi v drugih jezikih, sta pomembni objavi v Zagonetki Zvornik (št. 59, 2004), kjer je v srbščini objavil Trismerno križanko in Trikotno osmerosmerko, v Beokvizu (št. 26, avgust 2004) pa osmerosmerko, kjer imajo vse uporabljene besede deset črk. 
Ob petnajstletnici ugankarskega delovanja je bil predstavljen v Ugankarjevem Domenku, avtor Pavle Gregorc (št. 151, 4. december 2004), ter ob dvajsetletnici ustvarjanja v revijah Ugankarski izziv, avtor Jože Berdon, (št. 198, december 2005) in Marbo (št. 90, januar 2006), avtor Jadran Goloigra. Ob petindvajsetletnici ugankarskega delovanja je izdal knjigo svojih izbranih ugank pod naslovom Knjiga ugank, v kateri je predstavil širino svojega ustvarjanja ugank. V knjigi so predstavljene uganke v slovenskem jeziku, kot tudi v ostalih jezikih v katerih sestavlja uganke.
Piše teoretske članke za ugankarske revije Zagonetač (Bjelovar), Vjesnikov kviz (Zagreb), Zagonetka (Zvornik), Ugankarjev domenek, Ugankarski izziv, kot tudi za ostale revije (Nedeljski dnevnik). Uspešno je nastopal na raznih ugankarskih tekmovanjih v sestavljanju ugank.
Pri svojem delovanju Branko Milovanović uporablja tudi psevdonima Rok Ban in Ivan Lomović, ki sta anagrama njegovega imena in priimka. Pogosto uporablja tudi psevdonim Vid Miša.

## Ugankarsko urednikovanje
Sin Vladimir Milovanović, prav tako ugankar, je leta 2006 izdajal ugankarsko revijo Problem, kjer je bil Branko Milovanović urednik. Uredil je tudi revijo Sexi križanke. Revija Problem od sedme številke dalje izhaja v internetni obliki z urednikovanjem Branka Milovanovića. Poleg ureja tudi internetno revijo Upitnik, ki izhaja bosanskem jeziku. Deloval je tudi kot zunanji urednik drobnih ugank v Ugankarskem domenku. 
Opravljal je tudi urednikovanje srbske ugankarske revije Trač u skandinavkama.
Branko Milovanović je urednik edinega delujočega slovenskega ugankarskega bloga kriptogram.com.

## Publicistična dejavnost
Branko Milovanović je objavil več knjig s področja ugankarstva: Vse o skrivanki (1990, soavtor Pavle Gregorc), 4 črkovni slovar in odzadnji slovar (1998), 7 črkovni slovar in odzadnji slovar (2004), Ugankarski magični liki 7+ (2007), Križanke brez črnih polj (2009), Knjiga ugank (2011) in Ugankarski kriptogram (2012). V srbščini je objavil Rečnik troslovnih inicijala (Slovar tričrkovnih kratic) (2007) in 4-slovni rečnik sa odostražnikom (4 črkovni slovar in odzadnji slovar) (2010). V sodelovanju s srbskim ugankarjem Vladetom Trivuncem je leta 2013 objavil knjigo v srbskem jeziku Zagonetka kriptogram (Uganka kriptogram) o ugankarskih kriptogramih. Poleg tega ima leta 2016 objavljeno knjigo v hrvaščini Magični likovi od A do Ž.